# Houlque
Holcus
Genre
Classification phylogénétique
Holcus, les houlques (ou houques) est un genre de plantes herbacées de la famille des poacées (graminées) qui comprend une dizaine d'espèces des régions tempérées et froides de l'ancien monde. Plusieurs d'entre elles sont cultivées comme plantes fourragères ou ornementales, notamment pour les pelouses d'agrément.
Houlque dérive du latin holcus « orge sauvage » qui désignait une graminée sauvage.

## Principales espèces
- Holcus annuus Salzm. ex C. A. Mey.
- Holcus lanatus L., la houlque laineuse
- Holcus mollis L., la houlque molle
- Holcus setiglumis Boiss. & Reut.